# 489 Comacina
489 Comacina eller 1902 JM är en stor asteroid i huvudbältet, som upptäcktes den 2 september 1902 av den italienske astronomen Luigi Carnera. Den är uppkallad efter ön Isola Comacina i Comosjön.
Asteroiden har en diameter på ungefär 139 kilometer.